# Véhicule de l'Avant Blindé
VAB, Véhicule de l'Avant Blindé (pl. Opancerzony pojazd awangardy) – francuski pływający kołowy transporter opancerzony wprowadzony do produkcji w 1974 roku.

## Historia
Kołowy transporter opancerzony VAB został wprowadzony do produkcji w 1974 roku stając się podstawowym transporterem opancerzonym armii francuskiej. Produkowany był w dwóch wersjach, które różniły się układem jezdnym: wersja czterokołowa (4 x 4) i sześciokołowa (6 x 6). Przystosowany był do przewozu 10 żołnierzy. Produkowany był w zakładach GIAT Industriers w Saint-Chamond.
Znajduje się na wyposażeniu armii francuskiej oraz wojsk Brunei, Cypru, Indonezji, Kuwejtu, Libanu, Mauritiusu, Maroka, Omanu, Kataru, Zjednoczonych Emiaratów Arabskich, Wybrzeża Kości Słoniowej, Republiki Środkowoafrykańskiej, Ukrainy.
Użyty w działaniach wojennych w Kuwejcie, Jugosławii, Afryce oraz na Ukrainie.

## Opis konstrukcji
Transporter VAB ma korpus spawany z blach pancernych, odpornych na pociski broni strzeleckiej. Po obu stronach kadłuba umieszczone są otwory strzelnicze. W wersji czterokołowej silnik umieszczony jest między kabiną kierowcy i dowódcy a przedziałem desantowym dla 10 żołnierzy. W wersji sześciokołowej umieszczony jest on w tylnej części pojazdu.

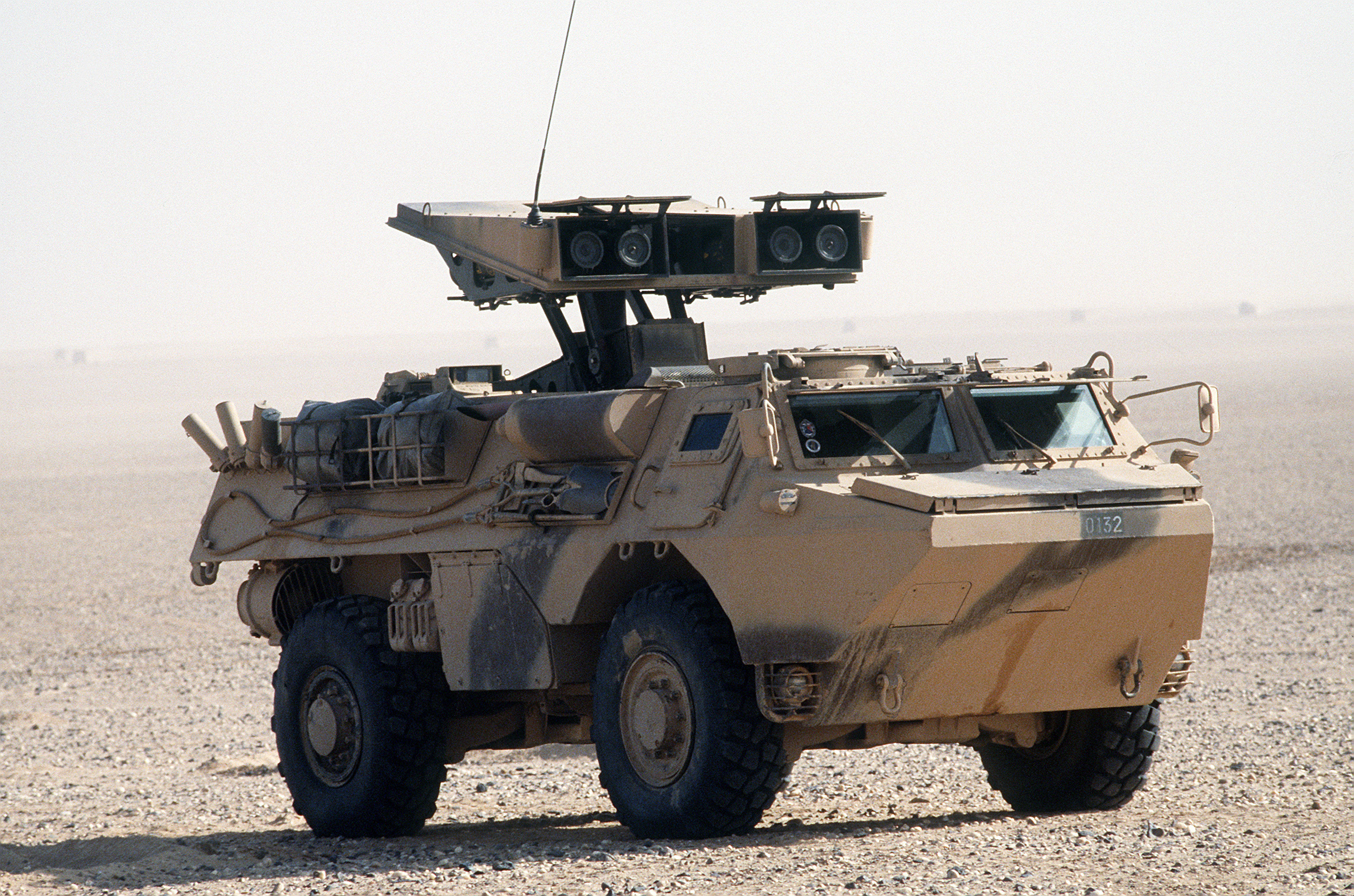
VAB Mephisto (VAB HOT) wyposażony w wyrzutnie ppk HOT